# 6523 Clube
6523 Clube è un asteroide areosecante. Scoperto nel 1991, presenta un'orbita caratterizzata da un semiasse maggiore pari a 2,6454286 UA e da un'eccentricità di 0,4202762, inclinata di 26,61808° rispetto all'eclittica.
L'asteroide è in onore dell'astronomo inglese S. Victor M. Clube.